# Cỏ Mombasa
Cỏ Mombasa (Panicum maximum cv Mombasa), tên gọi khác là cỏ sả, sả lá lớn, cỏ Guinea Mombasa; là loài cây hòa thảo, cỏ mọc từng bụi như bụi sả. Cỏ có vị ngọt, ăn ngon, giá trị dinh dưỡng cao thường được trồng làm thức ăn cho gia súc.

## Đặc điểm
Cỏ rất dễ trồng, dễ chăm sóc, chịu hạn tốt, có thể chịu bóng râm. Cỏ có thể sinh trưởng ở nhiều vùng đất khác nhau, cho sản lượng cao nhất ở các loại đất phù sa; chịu được đất mặn nhẹ và không chịu được đất ẩm kéo dài. Trồng thâm canh thu hoạch từ 8-10 lứa/năm, sản lượng đạt 100-200 tấn/ha/năm.

## Thành phân dinh dưỡng
- Protein thô của cỏ: 8-14 %
- Vật chất khô 20,12%
- Xơ 31,64%